# 340 mm/42 Model 1887
340 mm/42 Model 1887 — 340-миллиметровое корабельное артиллерийское орудие, разработанное и производившееся в Франции. Состояло на вооружении ВМС Франции. Им были вооружён эскадренный броненосец «Бреннус», а также ряд броненосцев береговой обороны. В годы Первой мировой войны ряд этих орудий был установлен на железнодорожные транспортеры и применялся на сухопутном фронте.